# Caimh McDonnell
Caimh McDonnell és un escriptor irlandès de novel·les (qui publica amb el sobrenom de CK McDonnell) nascut a Limerick, Irlanda, i que actualment viu a Mánchester, Regne Unit. Ara es dedica exclusivament a això, però en el passat també ha col·laborat com a escriptor per a programes televisius britànics en nombroses ocasions, incloent-hi programes com Have I Got News for You, Mock the Week, i The Sarah Millican Television Programme, i fins i tot va ser nominat a un premi BAFTA per la creació de la sèrie d'animació Pet Squad, del canal CBBC. Tanmateix, també és conegut pels seus monólegs.
Va escriure el seu primer llibre el 2016 i no ha parat des d'aleshores. Tots s'han convertit en supervendes i aclamats per la crítica. Caimh segueix escrivint fins al dia d'avui, mantenint el ritme trepidant de les obres juntament amb el seu ja característic humor negre mesclat amb el seu toc irlandès personal.
La novel·la amb la qual va debutar com a escriptor, A Man With One of Those Faces (2016), va ser nominada als premis CAP Arxivat 2021-01-22 a Wayback Machine. al 2017; el seu altre llibre, I Have Sinned (2019), va ser preseleccionat per participar en els premis Kindle Storyteller Award el 2019.

## Novel·les
Aquestes són les novel·les del Caimh McDonnell (CK McDonnell):

### SagaDublín
- A Man With One of Those Faces (2016)
- The Day That Never Comes (2017)
- Angels in the Moonlight (2017) (preqüela)
- Last Orders (2018)

### TrilogiaBunny McGarry
- Disaster Inc (2018)
- I Have Sinned (2019)
- The Quiet Man (2020)

### The Stranger Times
- The Stranger Times (2021)

### Altres llibres
- Bloody Christmas (2019)
- The Final Game (2020)
- Welcome to Nowhere (2020)